# Wyprawy krzyżowe (film)
Wyprawy krzyżowe (ang. The Crusades ) – czarno-biały film dramatyczny, kostiumowy, produkcji amerykańskiej w reżyserii Cecil B. DeMille’a z 1935 roku.
Ryszard Lwie Serce wyrusza na wyprawę krzyżową, aby uniknąć małżeństwa z francuską księżniczką. W trakcie wyprawy wchodzi w związek małżeński z księżniczką Navarry. Miłość małżonków jest tłem do ukazania wydarzeń III wyprawy krzyżowej. 

## Obsada
- Loretta Young – Berengaria, księżniczka Navarry
- Henry Wilcoxon – Ryszard, król Anglii
- Ian Keith – Saladyn
- C. Aubrey Smith – Eremita
- Katherine DeMille – Alicja, księżniczka Francji
- Joseph Schildkraut – Konrad, markiz Montferrat
- Alan Hale – Blondel
- George Barbier – Sancho, król Navarry
- Vallejo Gantner – Marszałek Francji
- Maurice Murphy – Alan, giermek króla Ryszarda
- Lumsden Hare – Robert, hrabia Leicester
- Ramsay Hill – Jan, książę Anglii
- Montagu Love – Kowal
- C. Henry Gordon – Filip II, król Francji
- William Farnum – Hugo, książę Burgundii
- Hobart Bosworth – Frederick, książę Niemiec
- Pedro de Cordoba – Karakush
- Mischa Auer – Mnich
- Albert Conti – Leopold, książę Austrii
- Fred Malatesta – William, król Sycylii
- Hans Heinrich von Twardowski – Nicholas, hrabia Węgier
- Sven Hugo Borg – Sverre, król Norwegii
- Paul Sotoff – Michał, książę ruski